# Formatos digitais de histórias em quadrinhos
Um formato digital de histórias em quadrinhos é um tipo de arquivo para fins de visualização seqüencial de imagens, especialmente de revistas em quadrinhos. A ideia se tornou popular pelo visualizador de imagens CDisplay, desde então, muitos espectadores para diferentes plataformas foram criados.

## Descrição
Os arquivos consistem principalmente de uma série de arquivos de imagem, geralmente arquivos em PNG (compressão sem perda de qualidade) ou JPEG (com perda de qualidade), armazenados como um único arquivo, as principais extensõess são .cbr (RAR) e .cbz (ZIP, também podem ser armazenados no formato pdf, formato utilizado em livros digitais). 

## Difusão dos formatos
Inicialmente, a difusão dos scans (como são chamados os arquivos escaneados de histórias em quadrinhos) eram apenas de arquivos protegidos por direitos autorais, não apenas publicações atuais como antigas, não demorou muito para as editoras lançarem seus próprios serviços de vendas de quadrinhos digitais, em 2007, a Marvel Comics, lançou o serviço Marvel Digital Comics Unlimited, modelo seguido pela sua principal concorrente a DC Comics, em 2009, várias editoras americanas, passaram a ter títulos no formato pdf vendidos na gibiteria online Eagle One Media, outra iniciativa  veio do site Digital Comic Museum, uma biblioteca digital que hospeda e distribuí histórias em quadrinhos que estejam em domínio público